# Joanna Dembińska-Pawelec
Joanna Barbara Dembińska-Pawelec (ur. 1964) – polska literaturoznawczyni, profesor nauk humanistycznych.

## Życiorys
Ukończyła studia magisterskie z zakresu filologii polskiej na Uniwersytecie Śląskim w Katowicach w 1988 roku. Uzyskała stopień doktora w 1998 roku na podstawie pracy o poezji Stanisława Barańczaka, którą napisała pod kierunkiem Ireneusza Opackiego. Habilitowała się w 2012 roku na Uniwersytecie Śląskim w Katowicach. Uzyskała stopień profesora nauk humanistycznych w 2024 roku.
Od grudnia 1988 roku pracuje na Uniwersytecie Śląskim w Katowicach. Pracowała w Instytucie Nauk o Literaturze Polskiej im. Ireneusza Opackiego na Wydziale Filologicznym tej uczelni. Obecnie pracuje tamże w Instytucie Polonistyki na Wydziale Humanistycznym. 
W 1987 poślubiła literaturoznawcę Dariusza Pawelca, ma z nim syna Przemysława (ur. 1989) i córkę Hannę (ur. 1992).

## Dorobek naukowy
Jej zainteresowania badawcze skupiają się wokół poezji współczesnej, genologii, a także przenikania się literatury i innych sztuk. Napisała prace m.in. o poezji Stanisława Barańczaka, Czesława Miłosza, Jarosława Marka Rymkiewicza. Publikowała m.in. w  „Acta Universitatis Lodziensis”, „Pamiętniku Literackim”, „Poznańskich Studiach Polonistycznych”, „Ruchu Literackim”, „Śląskich Studiach Polonistycznych”. Opublikowała liczne artykuły na temat interpretacji literatury. Przygotowała książkowy wybór wierszy Stanisława Barańczaka i Adama Zagajewskiego w języku rumuńskim wraz z Constantinem Geambașu. 

### Publikacje książkowe
- Światy możliwe w poezji Stanisława Barańczaka (1999)[3]
- Villanella. Od Anonima do Barańczaka (2006)[3]
- „Poezja jest sztuką rytmu.” O świadomości rytmu w poezji polskiej dwudziestego wieku (Miłosz – Rymkiewicz – Barańczak) (2010)[3]
- Arabeska. Szkice o poezji (2013)[3]
- Poezialui Stanisław Barańczak întrepoliticăşimetafizică. W: S. Barańczak: Muşcă-ţi limba. Antologie de versuri (współautorka, 2018)[3]
- Poezialui Adam Zagajewski între autobiografie şilumeaartei. W: A. Zagajewski: Încăutarealuminii. Antologie de versuri. (współautorka, 2018)[4]
- Sens życia, sens wiersza. Szkice o twórczości Stanisława Barańczaka (2021)[7]